# Slovenské středohoří

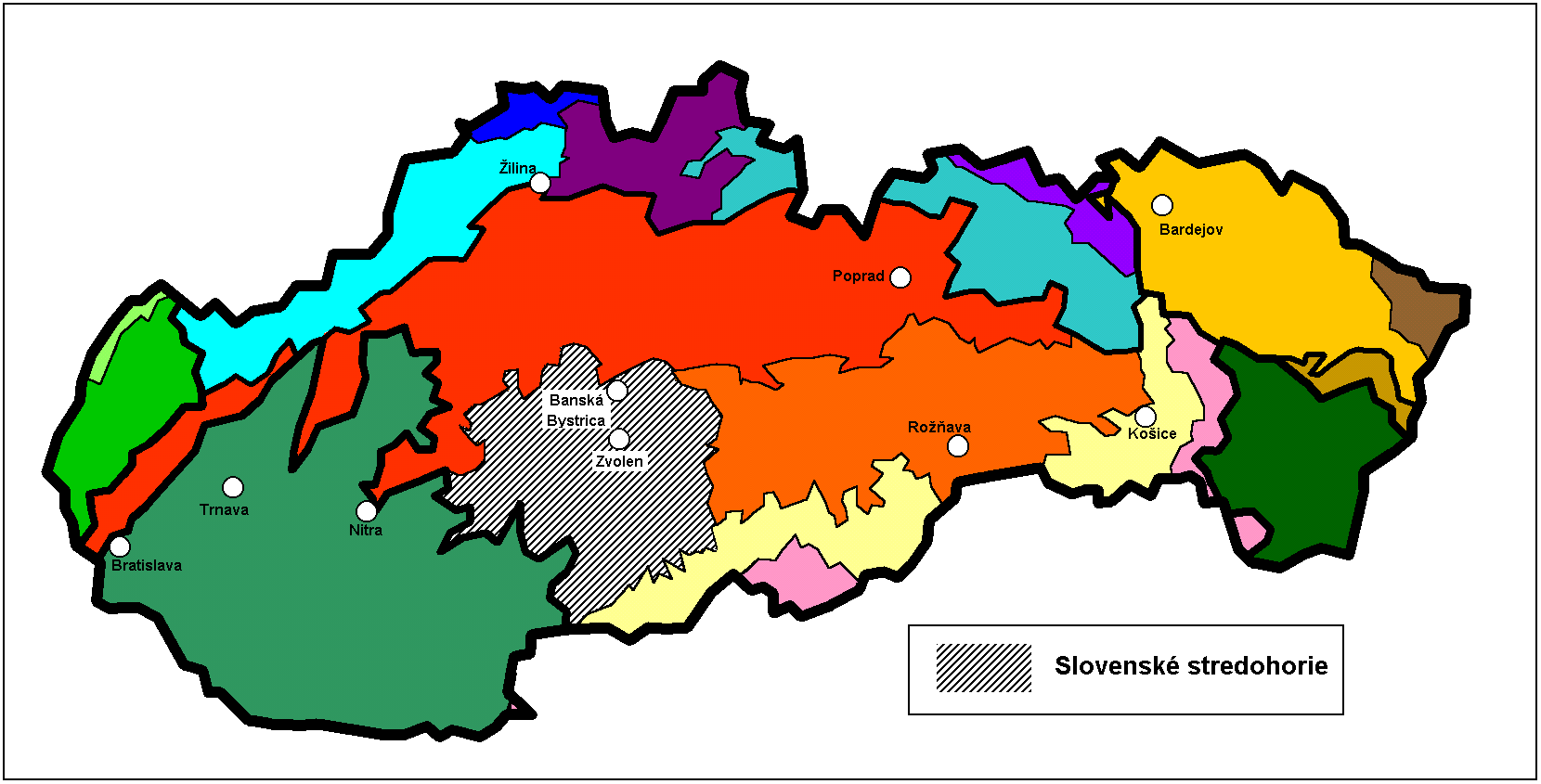
Poloha slovenského středohoří

Slovenské středohoří je geomorfologická oblast v rámci subprovincie Vnitřních Západních Karpat. Oblast leží ve střední části Slovenska. Přibližně v jejím středu leží město Zvolen.
Oblast na severu a severozápadě hraničí s Fatransko-tatranskou oblastí, na východě se Slovenským rudohořím, na jihu s Jihoslovenskou kotlinou a na jihozápadě s Panonskou pánví.

## Geologie
Celky Slovenského středohoří vznikly v průběhu neogénu v důsledku rozsáhlé sopečné činnosti a budují tzv. Středoslovenské neovulkanity. Jejich členění se opírá o podrobné paleovulkanické rekonstrukce V. Konečného a J. Lexy:
- Vulkanity Krupinské planiny
- Javorský stratovulkán
- Štiavnický stratovulkán
- Vulkanity Kremnických vrchů
- Vulkanity Vtáčnika
- Poľanský stratovulkán

## Geomorfologické členění
Ve smyslu geomorfologického členění se dělí na celky:
- Vtáčnik
- Pohronský Inovec
- Štiavnické vrchy
- Kremnické vrchy
- Poľana
- Ostrôžky
- Javorie
- Krupinská planina
- Zvolenská kotlina
- Pliešovská kotlina
- Žiarska kotlina